# Коснувшийся метеор
Коснувшийся (пролетевший) метеор — метеороид, пролетевший сквозь земную атмосферу и затем продолживший движение в космосе. Иногда его фрагменты могут упасть на Землю в виде метеоритов, если метеороид начал разваливаться или взорвался в плотных слоях атмосферы. Из-за того, что трение земной атмосферы уменьшает массу и скорость метеора, при выхождении из неё орбита объекта будет изменена. Самыми известными примерами являются Большой болид 1860 года и Большой дневной болид 1972 года.

## Известные коснувшиеся метеоры
Так как коснувшиеся метеоры — очень редкое явление, по состоянию на 2008 год корректно зафиксированы и описаны только 4 случая, хотя отдельных наблюдений известно намного больше.

### Большой болид 1860 года
20 июля 1860 года вечером в небе над США очевидцы увидели распад астероида. Считается, что именно его запечатлели в своих произведениях американский художник Фредерик Эдвин Чёрч (см. заглавную иллюстрацию статьи) и поэт Уолт Уитмен (стихотворение «Год метеоров»). 150 лет спустя, в 2010 году, было установлено, что этот метеор является коснувшимся, то есть это первое зафиксированное наблюдение подобного объекта.

### Великое шествие метеоров 1913 года
9 февраля 1913 года над Северной Америкой наблюдали поток ярких болидов, медленно пересекавших небо друг за другом несколькими группами. Исходя из их скорости и направления движения, была выдвинута гипотеза, что они являются остатками малого естественного спутника Земли — астероида или группы метеороидов, некоторое время находившихся на околоземной орбите и из-за её изменения окунувшихся в атмосферу.

### Большой дневной болид 1972 года
Наиболее известное прохождение метеора сквозь атмосферу произошло 10 августа 1972 года. В 14:29 по местному времени (20:29 UTC) астероид US19720810 прошёл около 100 секунд со скоростью 15 км/с в небе над США и Канадой, проникнув в атмосферу до высоты 57 километров. Его размер оценивается от 3 до 14 метров, а после вылета из земной атмосферы он мог уменьшиться на треть или даже наполовину. Болид был настолько ярок, что его без труда можно было видеть на дневном небе, за что он и получил своё название.

### Метеор 1990 года
13 октября 1990 года астероид EN131090, имеющий массу 44 кг, пролетел над Чехословакией и Польшей со скоростью 41.74 км/с. Это событие интересно тем, что благодаря нескольким точкам наблюдения можно назвать точную высоту пролёта (около 100 км), яркость астероида (-6 зв. величина), его точный вес, координаты и даже параметры орбиты до и после вхождения в атмосферу.

### Метеор 2006 года
29 марта 2006 года в небе над Японией метеор на скорости 18,8 км/с прошёл 71,4 километра в атмосфере Земли.

### Метеор 2007 года
7 августа 2007 года астероид EN070807 прошёл сквозь земную атмосферу в небе над Европой. Он относится к редкой группе малых тел Солнечной системы — атонам.

### Метеор 2012 года
10 июня 2012 года над Испанией был замечен коснувшийся метеор, пролетевший 510 км. Это был самый тусклый коснувшийся метеор в истории наблюдений, а также первый, который удалось ассоциировать с метеорным потоком (Дневные ζ-персеиды).

### Рождественский метеор 2014 года
24 декабря 2014 года был замечен медленно летящий «Рождественский метеор». SPMN241214 прошёл около 1200 км над северной Африкой, Испанией и Португалией.